# South Wilmington, Illinois
South Wilmington là một làng thuộc quận Grundy, tiểu bang Illinois, Hoa Kỳ. Năm 2010, dân số của làng này là 681 người.

## Dân số
Dân số qua các năm:
- Năm 2000: 621 người.
- Năm 2010: 681 người.